# Telmatophilus americanus
Telmatophilus americanus là một loài bọ cánh cứng trong họ Cryptophagidae. Loài này được LeConte miêu tả khoa học năm 1863.